# 로런스 힐턴제이컵스

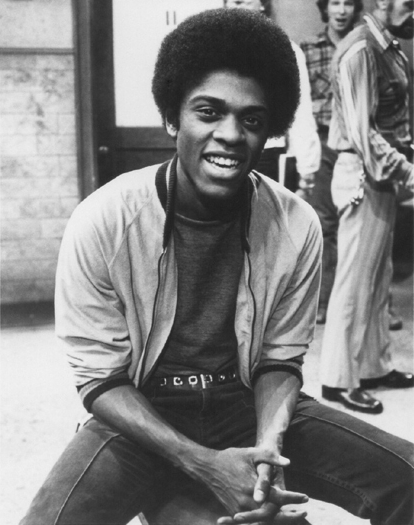

로런스 힐턴제이컵스(영어: Lawrence Hilton-Jacobs, 1953년 9월 4일 ~ )는 미국의 배우, 가수이다.
뉴욕에서 태어났다.

## 출연 작품

### 영화
- 데드 맨 라이징 (2016년)
- 31 (2016년)
- 머시 포 엔젤스 (2015년)
- 오티스 (2008년)
- 서브라임 (2007년)
- 블랙 스톰 (1997년)
- 용서받지 못할 관계 (1993년)
- 레니게이드 (1992년)
- 콰이어트파이어 (1991년)
- 찬스 (1990년)
- 이스트 LA 워리어스 (1989년)
- 엔젤스 오브 더 시티 (1989년)
- LA 음모 2 (1989년)
- LA 음모 (1989년)
- 어나이어레이터 (1985년)

### 텔레비전
- 뿌리 (1977, Roots)
- 내일은 스타 (1986)
- 에이리언 네이션 - TV 시리즈 (1989-90, Alien Nation)
- 길모어 걸스 (2002-3)